# Nereis abbreviata
Nereis abbreviata är en ringmaskart som beskrevs av Holly 1935. Nereis abbreviata ingår i släktet Nereis och familjen Nereididae. Inga underarter finns listade i Catalogue of Life.